# Bouverans
Bouverans település Franciaországban, Doubs megyében. Lakosainak száma 441 fő (2022. január 1.). Bouverans Dompierre-les-Tilleuls, La Planée, La Rivière-Drugeon és Vaux-et-Chantegrue községekkel határos.

## Népesség
A település népességének változása:
| Lakosok száma | 207  | 209  | 239  | 310  | 359  | 356  | 364  | 388  | 400  | 441  |
|               | 1968 | 1982 | 1990 | 2006 | 2013 | 2015 | 2017 | 2019 | 2020 | 2022 |